# Y 9000
Les Y 9000 sont des locotracteurs de manœuvre de la SNCF, issus de la modernisation des Y 7100 et Y 7400. 
Ce contrat a été remporté par le groupement Socofer/Voith France en 2009.
Ces locotracteurs sont dénommés les « Yoyos ».

## Modernisation
La modernisation concerne l'ensemble de la machine, seuls le châssis et une petite partie de la caisse sont conservés (Timoneries). La modernisation permet de faire circuler le Y 9000 en unités multiples .
L'entreprise Socofer  modernise 22 exemplaires sur son site de Tours et doit par la suite fournir 90 kits à la SNCF pour que celle-ci effectue elle-même la modernisation des engins. Les travaux des 90 machines restantes sont réalisés au Technicentre de Rouen Quatre-Mares. Cette modernisation intègre de nombreuses fournitures de chez VOITH (Turbo-transmission L 220 reV2, groupe de refroidissement, ponts moteurs SK-553, cardans et accouplements élastiques).
Cette modernisation a contribué à ce que l'Y 9000 ait un moteur qui respecte la Directive IIIB sur la pollution atmosphérique avec deux ans d'avance.
Le premier locotracteur modernisé a été présenté durant InnoTrans 2010.

## Utilisation
Tous les exemplaires sont destinés à SNCF Réseau et revêtent donc la livrée jaune Infrastructure. Fret SNCF devait initialement recevoir des exemplaires.

## Livraison
La première livraison a été effectuée pour le salon InnoTrans 2010, les livraisons effectives débutent à partir de fin 2011.

## Technicentretitulaires
- STF INFRA Générique : 11, Les affectations dépendront des besoins futurs, au 1er janvier 2012 ceux de Lorraine, Normandie, Paris - Saint-Lazare et Saint-Pierre-des-Corps[4].
- STF Thionville : 110
- Depuis Mars 2017, la STF Infra de Chalindrey est gérante des locotracteurs INFRA.

- GRD : Garé Réparation Différée.